# Esteban Lucas Bridges
Esteban Lucas Bridges, souvent abrégé en Lucas Bridges, est un auteur britannico-argentin né en 1874 à Ushuaïa et mort en 1949 à Buenos Aires. Il est célèbre pour son ouvrage Aux confins de la Terre (Uttermost Part of the Earth, 1947), un récit détaillé des cultures et modes de vie des populations fuégiennes.

## Biographie
Esteban Lucas Bridges est né en 1874,. Son père, Thomas Bridges, est un révérend anglican installé en Terre de Feu.
À la mort de son père en 1898, Esteban Lucas Bridges reprend le journal de ce dernier puis l'enrichit les années suivantes avec ses souvenirs et anecdotes personnelles. Le journal de Thomas Bridges constitue donc la base du futur ouvrage Aux confins de la Terre.
En 1947, Esteban Lucas Bridges publie son livre Aux confins de la Terre (Uttermost Part of the Earth) achevé l'année précédente,. La publication rencontre un grand succès.
Esteban Lucas Bridges meurt en 1949,.

## Connaissance des populations fuégiennes et approche anthropologique
Vivant pendant environ quarante ans en Terre de Feu et sous l'impulsion des travaux linguistiques menés par son père, Esteban Lucas Bridges maîtrise deux langues fuégiennes : le yagan et l'ona (langue des selknams).
Esteban Lucas Bridges propose une description détaillée et précise des cultures et modes de vie fuégiens, dépourvus des préjugés habituels de l'époque et d'une certaine vision eugénique,. En cela, il propose une approche ethnographique des peuples autochtones permettant d'écarter les descriptions antérieures (notamment de la part de Charles Darwin) faisant d'eux des populations strictement primitives et dépourvues de structures et productions culturelles et sociales complexes. Jean Malaurie ou Madaline Nichols insistent ainsi sur le caractère ethnographique du travail réalisé par Esteban Lucas Bridges et son approche anthropologique ouverte et respectueuse des cultures humaines.

## Œuvre
Esteban Lucas Bridges est connu pour son ouvrage Aux confins de la Terre, publié en 1947 en anglais sous le titre Uttermost Part of the Earth par l'éditeur londonien Hodder & Soughton,.